# Lee Sinnott
Lee Sinnott (Aldridge, 12 luglio 1965) è un allenatore di calcio ed ex calciatore inglese, di ruolo difensore.

## Biografia
Suo figlio Jordan è stato a sua volta un calciatore professionista.

## Caratteristiche tecniche
Era un difensore centrale.

## Carriera

### Giocatore

#### Club
Esordisce tra i professionisti nella stagione 1981-1982 giocando 4 partite in terza divisione con il Walsall, con cui nella stagione successiva totalizza invece 32 presenze e 2 reti; dopo ulteriori 4 partite nelle prime settimane della stagione 1983-1984, viene ceduto per 130000 sterline al Watford, club di prima divisione, con cui oltre a giocare 20 partite di campionato raggiunge anche la finale (poi persa) di FA Cup. Rimane nel club anche per le successive tre stagioni, tutte trascorse in massima serie: dopo le 30 presenze della stagione 1984-1985 nel biennio successivo perde però il posto da titolare, giocando rispettivamente 18 e 10 partite. Al termine della stagione 1986-1987 viene ceduto al Bradford City, in seconda divisione: gioca per un triennio da titolare in questa categoria, per complessive 129 presenze e 5 reti in partite di campionato, aggiungendo infine anche 44 presenze ed una rete in terza divisione nella stagione 1990-1991.
Dal 1991 al 1993 gioca nuovamente in massima serie, totalizzandovi 55 presenze con la maglia del Crystal Palace; dopo poche settimane (senza nessuna presenza in partite ufficiali) della stagione 1993-1994, trascorsa in seconda divisione, viene poi ceduto nuovamente al Bradford City, con cui gioca per una stagione e mezzo in terza divisione. Termina quindi la stagione 1994-1995 all'Huddersfield Town, con cui conquista una promozione dalla terza alla seconda divisione, categoria nella quale nel corso delle stagioni 1995-1996 e 1996-1997 totalizza complessivamente 62 presenze. Nella stagione 1997-1998 gioca invece 13 partite in terza divisione all'Oldham Athletic, più 7 partite in seconda divisione al Bradford City, in cui trascorre alcuni mesi in prestito, arrivando ad un totale di 260 presenze ed 8 reti con la maglia dei Bantams tra tutte le competizioni ufficiali; gioca poi ulteriori 18 presenze in terza divisione con l'Oldham nella stagione 1998-1999, per poi andare a chiudere la carriera allo Scarborough, club appena retrocesso in Football Conference (quinta divisione e più alto livello calcistico inglese al di fuori della Football League), con cui gioca 22 partite di campionato.
In carriera ha giocato complessivamente 505 partite nei campionati della Football League.

#### Nazionale
Nel 1985 ha giocato una partita nella nazionale inglese Under-21.

### Allenatore
Inizia ad allenare nella stagione 2003-2004, ai semiprofessionisti del Farsley Celtic; nella sua prima stagione alla guida del club conquista un terzo posto in classifica nella Northern Premier League First Division (settima divisione), vincendo i play-off e centrando quindi la promozione in Northern Premier League, campionato in cui nella stagione 2004-2005 ottiene un nuovo terzo posto in classifica, perdendo però ai calci di rigore la finale play-off contro il Workington che sarebbe valsa al club la promozione in quinta divisione. In estate, complice la nascita di Conference North e Conference South come campionati di sesta divisione vede peraltro di fatto scivolare il club in settima divisione, livello in cui comunque rimane per una sola stagione dal momento che nella stagione 2005-2006 vince i play-off di Northern Premier League e conquista la promozione in Conference North, categoria in cui, da neopromossa, vince i play-off nella stagione 2006-2007, centrando così la terza promozione in quattro anni, ed arrivando per la prima volta nella sua storia in Conference Naitonal.
Dopo un quadriennio ricco di successi (si aggiunge anche la conquista di una West Riding County Cup nella stagione 2005-2006 alle tre promozioni), Sinnott nell'ottobre del 2007 si dimette dall'incarico e, il 5 novembre 2007, diventa allenatore del Port Vale, club di terza divisione. La sua permanenza ai Valiants è tuttavia avara di soddisfazioni: viene infatti esonerato il 22 settembre 2008 dopo aver ottenuto 9 vittorie, 11 pareggi e 24 sconfitte in 44 partite ufficiali alla guida del club, peraltro retrocesso in quarta divisione al termine della stagione 2007-2008. Dopo l'esonero rimane inattivo per alcuni mesi, salvo poi il 17 gennaio 2009 diventare allenatore del Bradford PA, in Northern Premier League: rimane alla guida del club fino a fine stagione, risalendo dall'undicesima posizione di quando era stato assunto ad un settimo posto finale in classifica.
Nell'estate del 2011 diventa allenatore dell'Altrincham, in Conference North; al termine della stagione 2013-2014, vincendo i play-off, conquista una promozione in Conference National, categoria in cui allena nel biennio successivo. Nella parte finale della stagione 2017-2018 allena il Gainsborough Trinity, con cui retrocede dalla National League North alla Northern Premier League, rimanendo poi in squadra per la prima parte della stagione 2018-2019 e venendo esonerato il 13 febbraio 2019, esattamente un anno dopo essere stato assunto.

## Palmarès

### Allenatore

#### Competizioni regionali
- West Riding County Cup: 1

Farsley Celtic: 2005-2006